# Mortal Kombat vs. DC Universe
Mortal Kombat vs. DC Universe (сокр. MK vs DCU; рус. Смертельная битва против вселенной DC) — кроссовер в жанре файтинг между вымышленными вселенными Mortal Kombat и DC Universe, который содержит персонажей обеих франшиз. Сценарий игры написан известными авторами комиксов Джимми Пальмиотти и Джастином Грэем. Игра разрабатывалась компаниями Midway Games и Warner Bros. Games для игровых приставок PlayStation 3 и Xbox 360 и была издана в 2008 году. Первая игра в серии Mortal Kombat, разработанная исключительно для игровых консолей седьмого поколения. Это восьмая игра в серии Mortal Kombat.

## Игровой процесс
В Mortal Kombat vs. DC Universe представлен режим истории с двух разных точек зрения, но вначале игры предстоит выбрать сторону Mortal Kombat или DC Universe. Вся сюжетная линия будет разделена на главы.

Новый режим Free-Fall Kombat, который представлен в Mortal Kombat vs. DC Universe

В отличие от предыдущих игр серии Mortal Kombat, где используется схема управления из четырёх кнопок высоких и низких ударов руками и ногами или специализированных боевых стилей для каждого персонажа, четыре кнопки на игровом контроллере представляют атаки, которые соответствуют каждой конечности (такая же схема управления используется в последующей игре Mortal Kombat 2011 года). Игровой процесс представляет собой 3D файтинг в рамках отдельного турнира, где будет задействован новый режим «Free-Fall Kombat» (или «Falling Kombat»), который активируется автоматически после броска соперника на более низкий уровень арены. В этом режиме игровые персонажи могут сражаться в воздухе в течение падения, в ходе которого также наполняются их энергетические шкалы. Когда энергетическая шкала игрока заполнена, он может использовать мощь своего персонажа, проводя особый спецприём, который сбрасывает противника на землю, завершая режим боя в свободном падении. Режим «Сlose Kombat» активизируется во время ближнего боя, фиксируя камеру на верхних половинах туловищ персонажей, как в симуляторах бокса. Мини-игра «Test Your Might» также включена в игровой процесс, во время поединков на определенных аренах, игрок может разбить противником ряд стен и нажимая определённые кнопки в ходе проламывания стен увеличить наносимые повреждения, в то время как другой игрок должен защищаться нажатием определённых кнопок, уменьшая наносимые ему повреждения.
В Mortal Kombat vs. DC Universe также представлен режим гнева во время поединков. Этот режим регулирует шкала гнева, которая расположена под шкалой здоровья игрока. Гнев постепенно накапливается, активируя этот режим, игрок может наносить больше повреждений за ограниченный период времени. В течение поединков на персонажах будут отражаться постоянные признаки повреждений вроде ушибов, пятен крови или порванных частей одежды. Все персонажи в игре могут выполнять добивания, при этом персонажи Mortal Kombat и злодеи из DC выполняют Fatality, в то время как герои DC выполняют так называемые Heroic Brutality, чтобы соответствовать ранее созданному образу героев, которые имеют прочную репутацию никогда не лишать жизни оппонентов.

## Сюжет
После того, как вторжение Шао Кана в Земное Царство остановлено силами света, Рейден выпускает разряд молнии в Шао Кана, когда тот пытался сбежать через портал. В то же время, на Земле, Супермен останавливает вторжение Дарксайда с помощью теплового видения, когда Дарксайд уже входит в тоннель Boom tube. Эти действия не уничтожают обоих злодеев, а наоборот сливают их в одного Дарк Кана, который объединяет вселенные Mortal Kombat и DC Universe воедино. При этом способности персонажей колеблются, вызывая сильные вспышки «гнева», которые фактически являются чувствами Дарк Кана, проявляющимися в персонажах. Из-за этого некоторые персонажи становятся либо сильнее либо слабее (что делает Супермена уязвимым для магии и даёт способность Джокеру бороться с Рейденом). Персонажи каждого мира считают, что другие персонажи состоят в армии вторжения и сражаются друг против друга, пока от каждой стороны остаются лишь двое: Рейден и Супермен. В финальной битве между Рейденом и Суперменом, пока они сражаются — Дарк Кан питается их гневом, но каждый вдруг понимает, что другой не служит Дарк Кану и побеждает свой гнев, дабы уничтожить общего врага и восстановить вселенные обоих миров. И вот в то время как все персонажи уже переместились в оригинальные вселенные, Дарксайд и Шао Кан разминулись и остались бессильными. В итоге они оба остаются навечно заключёнными в разных вселенных, Дарксайд заточён в Преисподней, в то время как Шао Кан пойман в ловушку в Фантомной Зоне.

## Персонажи

Новый персонаж и общий враг обеих вселенных — Дарк Кан

| Mortal Kombat                                   | DC Comics                                            |
| ----------------------------------------------- | ---------------------------------------------------- |
| Скорпион                                        | Флэш                                                 |
| Рейдэн                                          | Супермен                                             |
| Соня Блейд                                      | Чудо-женщина                                         |
| Китана                                          | Женщина-кошка                                        |
| Саб-Зиро                                        | Бэтмен                                               |
| Шан Цзун                                        | Капитан Марвел                                       |
| Кано                                            | Джокер                                               |
| Лю Кан                                          | Зелёный Фонарь                                       |
| Джакс                                           | Лекс Лютор                                           |
| Барака                                          | Детстроук                                            |
| Шао Кан                                         | Дарксайд                                             |
| Куан Чи (планировался как DLC, в игру не вошёл) | Харли Квинн (планировалась как DLC, в игру не вошла) |
| Дарк Кан                                        |                                                      |

## Разработка
Mortal Kombat vs. DC Universe был последним проектом Midway Games, прежде чем в компании инициировали процедуру банкротства с продажей прав собственности. В начале 2007 года под впечатлением от представленных возможностей игрового движка Unreal Engine 3 в Gears of War, разработанной Epic Games, в Midway Games объявили о намерениях разработать очередную игру из серии Mortal Kombat на базе этого движка. В интервью Эд Бун заявил, что в Mortal Kombat 8 начиная с нуля будет переработана вся механика игры. Позднее, в процессе планирования, была заключена сделка с DC Comics, и проект Mortal Kombat 8 был отменён, дабы приступить к разработке другой игры. В апреле 2008 года объявлено, что новая игра с названием Mortal Kombat vs. DC Universe представляет собой кроссовер, а также был показан трейлер. Игра Mortal Kombat vs. DC Universe всё-таки была разработана на базе движка Unreal Engine 3. При разработке игры также использовалось программное обеспечение компании Autodesk, согласно интервью с Морисом Пателем.
Согласно интервью с Эдом Буном, персонажи для игры были подобраны благодаря их популярности, кроме этого, создатели занимались поиском параллелей между персонажами обеих вселенных. Эд Бун сообщил также, что способности некоторых персонажей, в особенности персонажей DC Universe, будут снижены для баланса в игре Mortal Kombat vs. DC Universe. К примеру, Эд Бун в частности, отметил, что Супермен стал уязвимым для магии. Двое дополнительных персонажей были разработаны в качестве загружаемого контента для игры, Куан Чи из серии Mortal Kombat и Харли Квинн из DC Comics, но были забракованы.
Для коллекционного издания игры Mortal Kombat vs. DC Universe Kollector’s Edition новую обложку создавал Алекс Росс. Также это издание включает в себя приквел в качестве комикса (16 стр.) Beginnings, который иллюстрировал Джон Тобиас.

## Отзывы и критика
| Сводный рейтинг       | Сводный рейтинг              |
| Агрегатор             | Оценка                       |
| --------------------- | ---------------------------- |
| GameRankings          | (PS3) 77,87 % (X360) 74,55 % |
| Metacritic            | (PS3) 76/100 (X360) 72/100   |
| Иноязычные издания    |                              |
| Издание               | Оценка                       |
| AllGame               | [ 20 ] [ 21 ]                |
| GameSpot              | 7,5/10                       |
| IGN                   | 7,5/10                       |
| Русскоязычные издания |                              |
| Издание               | Оценка                       |
| «Страна игр»          | 7,5/10                       |

Уже к 2009 году было продано более чем 1,8 млн копий Mortal Kombat vs. DC Universe.